# Mellicta luciflua
Mellicta luciflua är en fjärilsart som beskrevs av Hans Fruhstorfer 1917. Mellicta luciflua ingår i släktet Mellicta och familjen praktfjärilar. Inga underarter finns listade i Catalogue of Life.